# Shangjing (dynastie Liao)
Pour les articles homonymes, voir Shangjing.
Liaoshangjing (辽上京遗址) est un nom qui signifie « capitale principale de Liao ». Les vestiges de cette ville se trouvent dans la bannière gauche de Bairin en Mongolie-Intérieure près du confluent des rivières Shali et Wu'erjimulun. Elle a été fondée par le premier empereur de la dynastie Liao, Taizu, en 918, initialement sous le nom de Huangdu (capitale impériale), nom qu'elle porta jusqu'en 938. C'était l'une des cinq capitales de cette dynastie.
Shangjing comprenait deux parties, une cité impériale pour les nobles Khitans et une ville pour les Hans. Les murs de la ville en terre battue avait une longueur totale de 6 400 mètres. Son plan de construction était basé sur la défense militaire. Des petites cités à vocation de défense avaient été bâties devant les portes sud, ouest et nord.
Le palais était construit à l'endroit le plus haut. À l'est et au sud, il y avait des bureaux, des temples bouddhistes et des ateliers. Au nord-ouest, un vaste terrain était utilisé par les nobles Khitans pour installer leur campement.
La céramique retrouvée dans cette ville est diverse. Elle inclut de la porcelaine Baiding importée des plaines centrales de la Chine et ses imitations, de la porcelaine Fangding ainsi que de la porcelaine blanche et de la poterie vernie et tricolore du royaume Liao.
Les vestiges ont été classés en tant que sites historiques et culturels majeurs protégés au niveau national  dès 1961 (1-159).

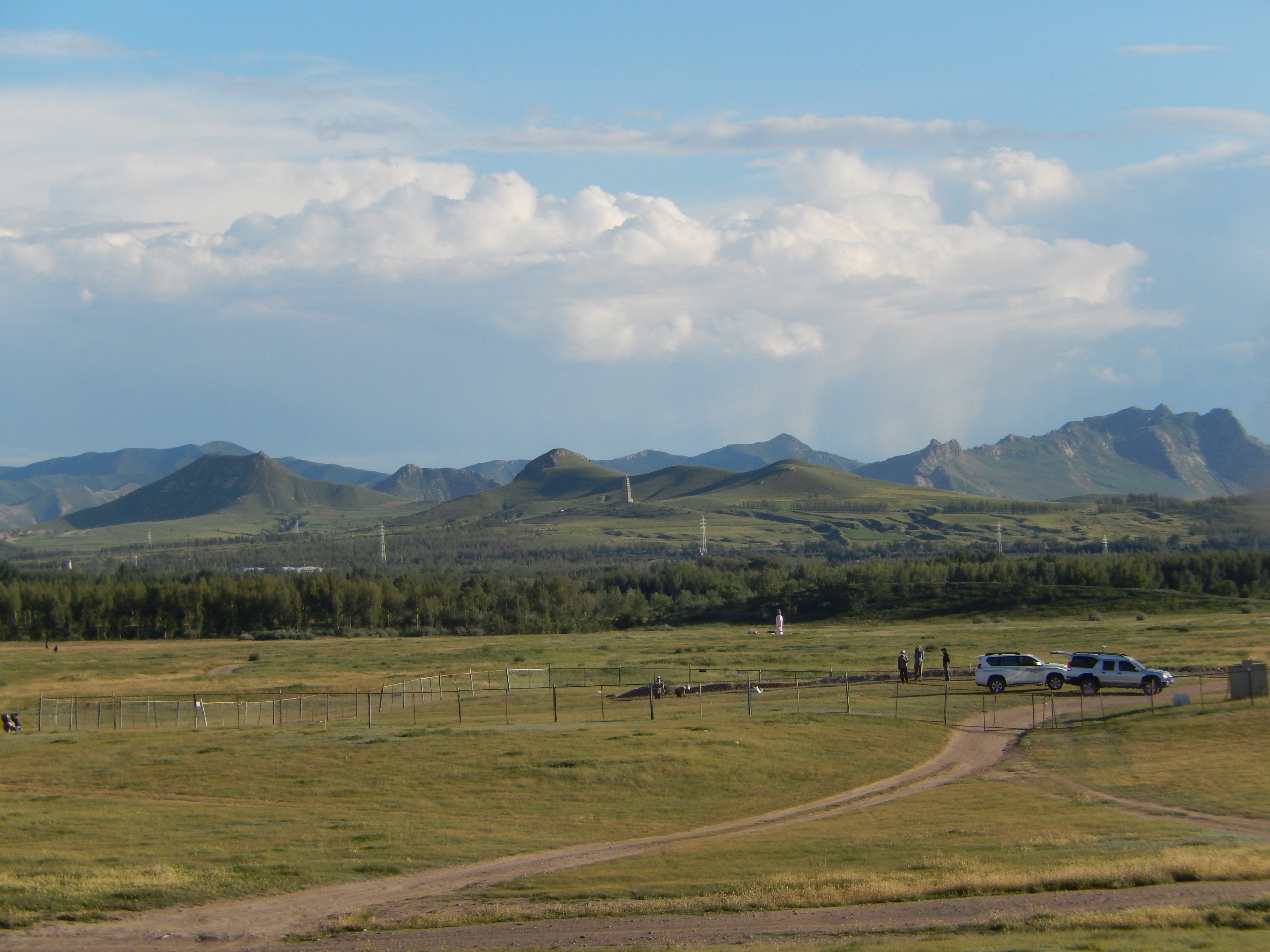
Vue des fouilles
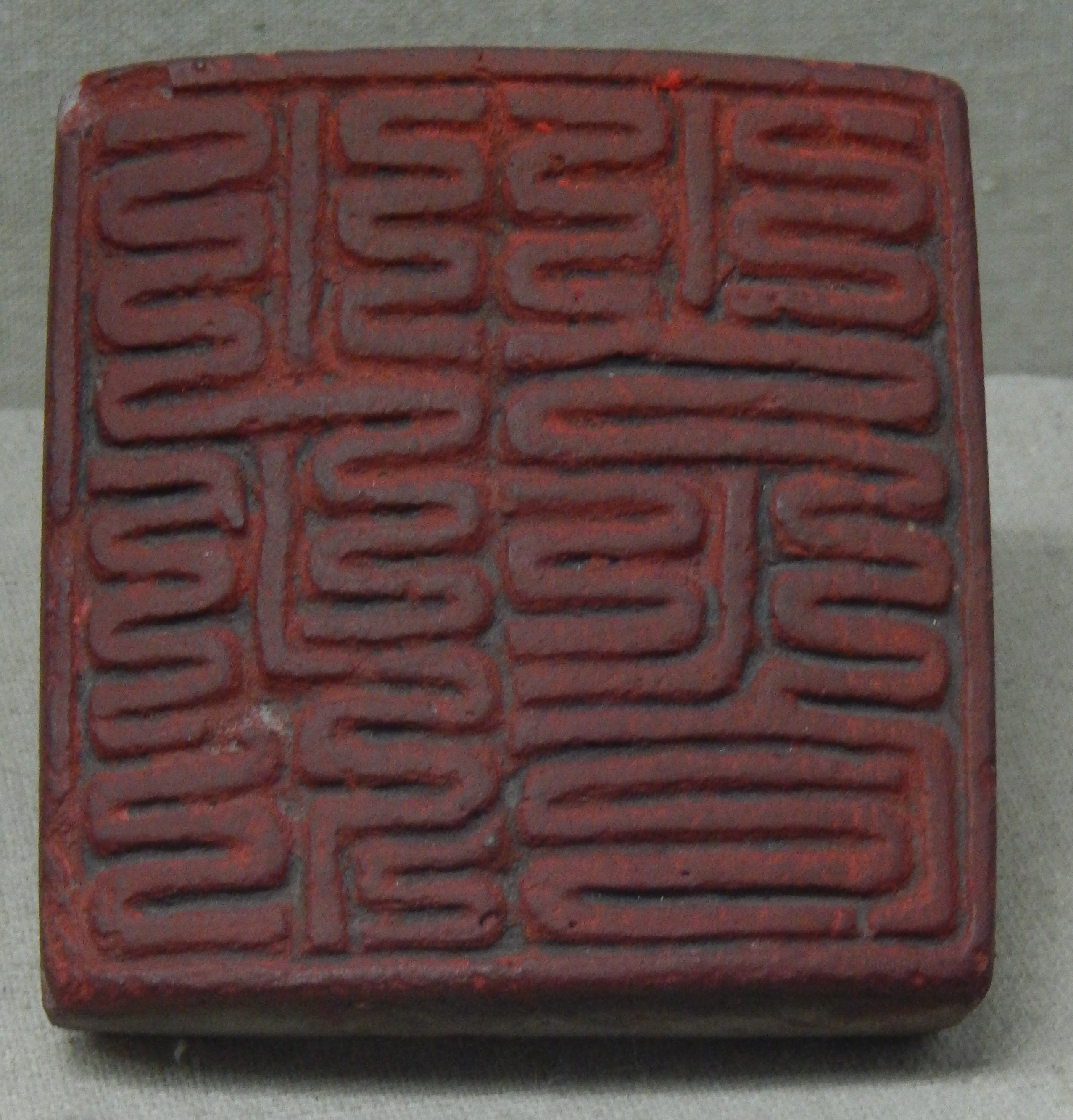
Sceau en céramique
Plan du site
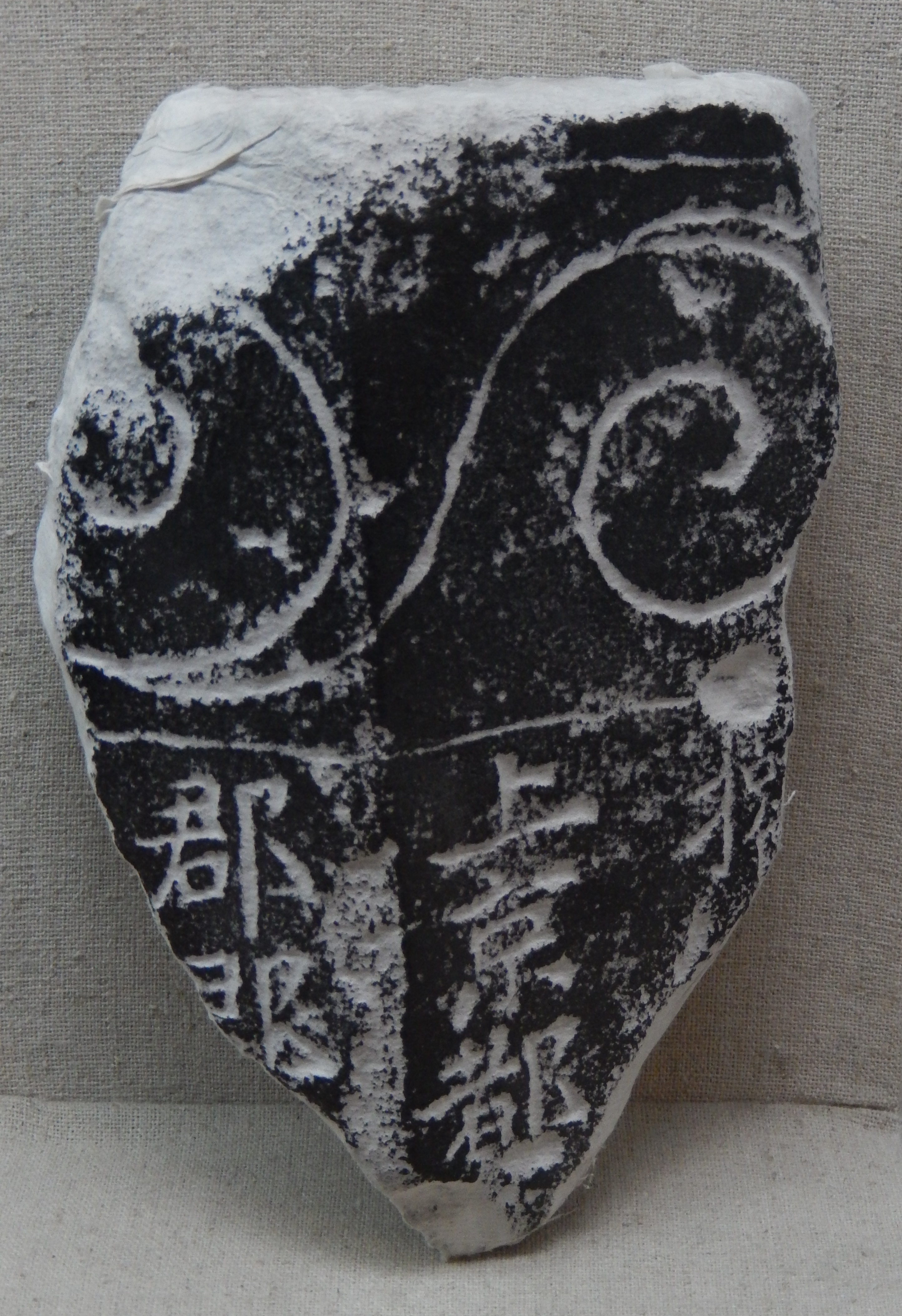
Fragment mentionnant «Capitale suprême»
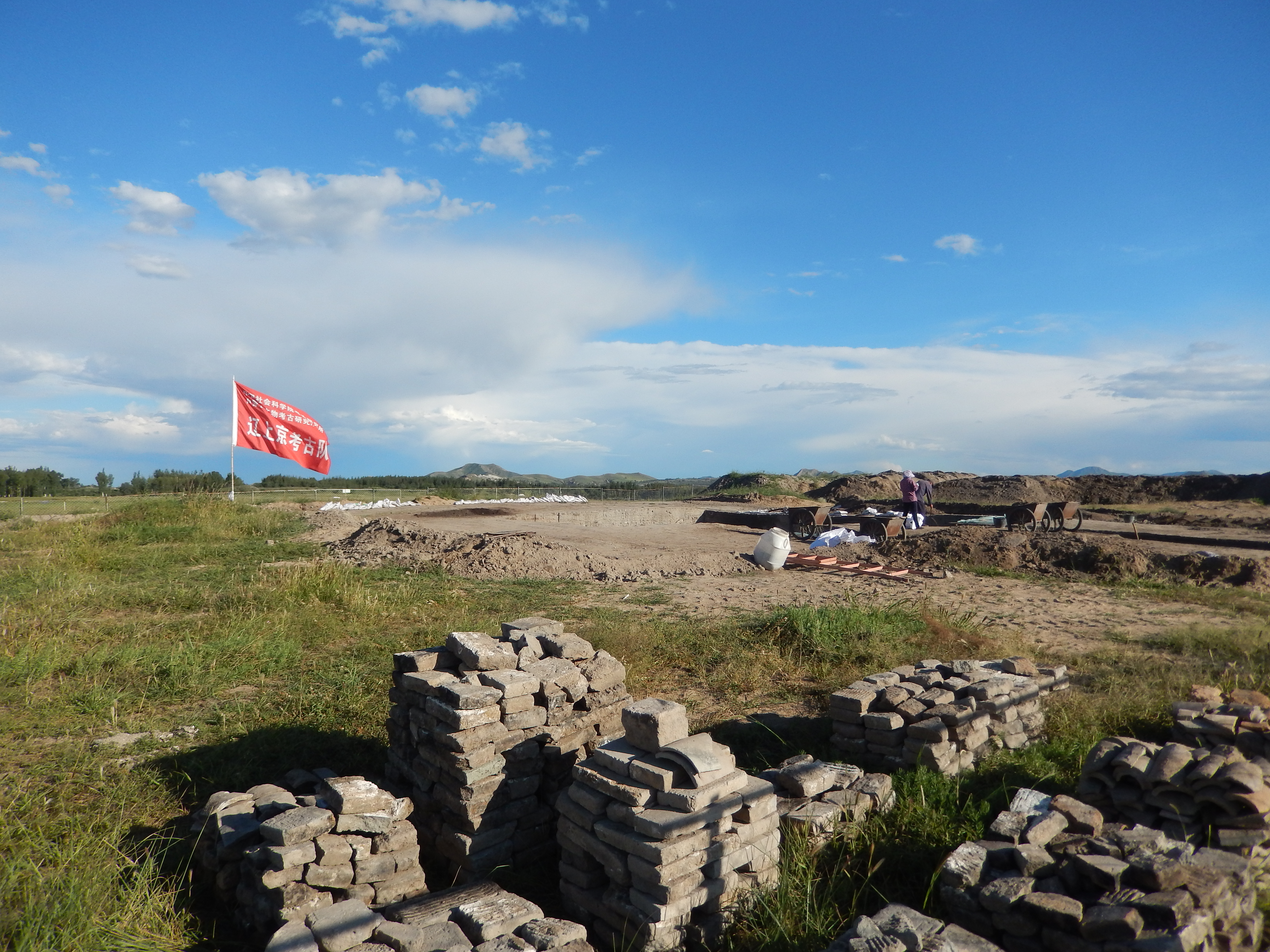
Vue des fouilles

## Référence
- (en) Site of Shangjing City of Liao, ChinaCulture.org.